# Man (gruppo musicale britannico)
I Man sono un gruppo rock britannico originario del Galles. La loro discografia completa comprende oltre 400 pubblicazioni.

## Formazione

### Componenti
- Martin Ace – chitarra e basso
- Phil Ryan – tastiera
- Josh Ace – chitarra
- James Beck – chitarra
- Rene Robrahn – batteria

### Ex componenti
- Micky Jones – chitarra
- Deke Leonard – chitarra
- Ray Williams – basso
- Jeff Jones – batteria
- Clive John – tastiera e chitarra
- Terry Williams – batteria
- Will Youatt – basso
- Tweke Lewis – chitarra
- Ken Whaley – basso
- Malcolm Morley – tastiere
- John Cipollina – chitarra
- John McKenzie – basso
- John Weathers – batteria
- Rick Martinez – batteria
- Bob Richards – batteria
- Gareth Thorrington - tastiere
- George Jones – chitarra

## Discografia parziale

### Album
- 1969 - Revelation (Pye Records, NSPL 18275)
- 1969 - 2ozs of Plastic (With a Hole in the Middle) (Dawn Records, DNLS 3003)
- 1970 - To Live for to Die (Point Records, PNTVP108CD) live ottobre 1970, pubblicato nel 1997
- 1971 - Man (Liberty Records, LBG 83464)
- 1971 - Do You Like It Here Now, Are You Settling In? (United Artists Records, UAS 29236)
- 1972 - Live at the Padget Rooms, Penarth (United Artists Records, USP 100) live 8 aprile 1972
- 1972 - Live at the Rainbow 1972 (World Wide Records,SPM-WWR-CD-0001) live, pubblicato nel 1990
- 1972 - Be Good to Yourself at Least Once a Day (United Artists Records, UAG 29417)
- 1972 - Christmas at the Patti (United Artists Records, UDX 205) doppio LP, a nome Man & Friends, registrato il 19 dicembre 1972, pubblicato nel 1973
- 1973 - Back into the Future (United Artists Records, UAD 60054) doppio LP, studio e live
- 1973 - BBC Radio One Live in Concert (Windsong Records, WINCD045) live 21 settembre 1973, a nome Deke Leonard's Iceberg/Man, pubblicato nel 1993
- 1974 - Brazilian Cucumber Meets Deke's New Nose (Oh Boy Records, 1-9017) live gennaio 1974, pubblicato nel 1990
- 1974 - Rhinos, Winos + Lunatics (United Artists Records, UAG 29631)
- 1974 - The 1999 Party Tour (Point Records, PNTVP112CD) live aprile 1974, pubblicato nel 1997
- 1974 - Slow Motion (United Artists Records, UAG 29675)
- 1975 - Maximum Darkness (United Artists Records, UAG 29872) live maggio e aprile 1975
- 1976 - The Welsh Connection (MCA Records, MCF 2753)
- 1976 - Live at the Keystone, Berkeley, 9th August 1976 (GPCD003) live agosto 1976, pubblicato nel 2005
- 1976 - All's Well That Ends Well (MCA Records, MCF 2815) live dicembre 1976, pubblicato nel 1977
- 1983 - Friday the 13th - Live at the Marquee (Picasso Records, PIK001) live 13 maggio 1983
- 1983 - Live at Reading '83 (Raw Fruit Records, FRSC 010) live agosto 1983, pubblicato nel 1993
- 1984 - Live at Crosskeys Institute 25th May 1984 (?) live maggio 1984, pubblicato nel 2005
- 1991-1992 - The Twang Dynasty (Road Goes on Forever Records, RGFCD 1003) pubblicato nel 1993
- 1994 - 1994 Official Bootleg (The Welsh Connection Records, TWCCD 1) live giugno 1994, pubblicato nel 1995
- 1994 - Call Down the Moon (Hypertension Records, HYCD 200 154) pubblicato nel 1995
- 1998 - 1998 at the Star Club (Point Records, PNTVP129CD) doppio CD, live marzo 1998
- 1999 - Legal Bootleg Live '99 (Altrichter Music Records, AM 310556) live luglio 1999, pubblicato nel 2000
- 2000 - Endangered Species (Evangeline Records, GEL 4001)
- 2001 - Down Town Live (Altrichter Music Records, AM 310559) live maggio 2001, pubblicato nel 2002
- 2002 - Undrugged (Point Records, PNTVP121CD)
- 2004 - Live at Hebden Bridge Trades Club-11th December 2004 (Effigy Music Records, errcd001) live dicembre 2004, pubblicato nel 2006
- 2005 - Live at the Rex 2005 (Dark Peak Records, ) pubblicato nel 2008 CD con DVD
- 2006 - Diamonds and Coal (Point Records, PNTVP 134CD)
- 2009 - Kingdom of Noise (Point Records, PNTVP 135CD)